# العلاقات الجزائرية البالاوية
العلاقات الجزائرية البالاوية هي العلاقات الثنائية التي تجمع بين الجزائر وبالاو.

## مقارنة بين البلدين
هذه مقارنة عامة ومرجعية للدولتين:
| وجه المقارنة                                              | الجزائر                      | بالاو                         |
| --------------------------------------------------------- | ---------------------------- | ----------------------------- |
| المساحة (كم2)                                             | 2.38 مليون                   | 465                           |
| عدد السكان (نسمة)                                         | 38.81 مليون                  | 21.73 ألف                     |
| الكثافة السكانية (ن./كم²)                                 | 16.31                        | 4.67 ألف                      |
| العاصمة                                                   | الجزائر                      | نغيرولمود، كورور              |
| اللغة الرسمية                                             | اللغة العربية، لغات أمازيغية | لغة إنجليزية، اللغة البالاوية |
| العملة                                                    | دينار جزائري                 | دولار أمريكي                  |
| الناتج المحلي الإجمالي (بليون دولار)                      | 170.37 مليار                 | 291.54 مليون                  |
| الناتج المحلي الإجمالي (تعادل القوة الشرائية) بليون دولار | 582.63 مليار                 | 326.12 مليون                  |
| الناتج المحلي الإجمالي الاسمي للفرد دولار أمريكي          | 4.21 ألف                     | 13.50 ألف                     |
| الناتج المحلي الإجمالي للفرد دولار أمريكي                 | 14.19 ألف                    | 14.76 ألف                     |
| مؤشر التنمية البشرية                                      | 0.745                        | 0.780                         |
| رمز المكالمات الدولي                                      | +213                         | +680                          |
| رمز الإنترنت                                              | .dz                          | .pw                           |
| المنطقة الزمنية                                           | ت ع م+01:00                  | ت ع م+09:00                   |

## منظمات دولية مشتركة
يشترك البلدان في عضوية مجموعة من المنظمات الدولية، منها:
| علم المنظمة | اسم المنظمة                        | تاريخ انضمام الجزائر | تاريخ انضمام بالاو |
| ----------- | ---------------------------------- | -------------------- | ------------------ |
|             | مؤسسة التنمية الدولية              | 26 سبتمبر 1963       | 16 ديسمبر 1997     |
|             | يونسكو                             | 15 أكتوبر 1962       | 20 سبتمبر 1999     |
|             | وكالة ضمان الاستثمار متعدد الأطراف | 4 يونيو 1996         | 16 ديسمبر 1997     |
|             | منظمة حظر الأسلحة الكيميائية       | ?                    | ?                  |
|             | الأمم المتحدة                      | 8 أكتوبر 1962        | 15 ديسمبر 1994     |
|             | مؤسسة التمويل الدولية              | 23 سبتمبر 1990       | 16 ديسمبر 1997     |
|             | البنك الدولي للإنشاء والتعمير      | 26 سبتمبر 1963       | 16 ديسمبر 1997     |

## وصلات خارجية
- موقع وزارة الخارجية الجزائرية